# Hồ Hạnh Nhi
Hồ Hạnh Nhi (tiếng Anh: Myolie Wu, sinh ngày 06 tháng 11 năm 1979) là một nữ diễn viên, ca sĩ kiêm người mẫu người Hồng Kông. Cô từng là diễn viên độc quyền của TVB. 

## Tiểu sử
Hồ Hạnh Nhi sinh ra vào ngày 6 tháng 11 năm 1979 tại Ngau Tau Kok, Hồng Kông thuộc Anh, là con gái giữa trong một gia đình có ba chị em gái. Cô có một người chị cả là Hồ Khả Nhi, một người em gái út là Hồ Mỹ Nhi.
Ngày 28 tháng 12 năm 2015, Hồ Hạnh Nhi kết hôn với bạn trai là doanh nhân người Hồng Kông Lý Thừa Đức.
Ngày 25 tháng 4 tháng 2016, Hồ Hạnh Nhi từ Bắc Kinh qua Việt Nam và có mặt tại Thành phố Hồ Chí Minh

## Sự nghiệp

### Diễn xuất
Năm 1999, khi đang học năm thứ nhất khoa Sinh-hóa thuộc Đại học Khoa học Kỹ thuật Hồng Kông, Hồ Hạnh Nhi ghi danh tham dự cuộc thi Hoa hậu Hong Kong do Đài truyền hình TVB tổ chức và đoạt ngôi vị Á hậu 2 để rồi từ đó cánh cửa bước chân vào thế giới giải trí Hong Kong mở cửa với cô. Tuy nhiên, Hồ Hạnh Nhi lại không được coi trọng và chú ý như nhiều người khác. Diễn xuất của cô bị chê bai và trở nên lu mờ trước Quách Thiện Ni, Nguyên Tử Tuệ - hai đồng nghiệp cùng trưởng thành với cô từ cuộc thi Hoa hậu Hong Kong năm 1999. Cùng lúc đó, Hồ Hạnh Nhi lại phải liên tục đối diện với những rắc rối đến từ giới truyền thông trong suốt mấy năm đầu khởi nghiệp.
Trong suốt 12 năm diễn xuất, Hồ Hạnh Nhi từng đảm nhận nhiều dạng nhân vật đa dạng như cô bé thiểu năng Đinh Thiện Ân của Bước ngoặt cuộc đời, vai Lưu Yến Ngọc trong phim Mạnh Lệ Quân, Linh Linh trong Quy luật sống còn hay Tô Phụng Ni phim Bản sao...
Năm 2002, Hồ Hạnh Nhi giành giải thưởng Nữ diễn viên tiến bộ nhanh nhất tại Lễ trao giải thưởng thường niên của TVB, đánh dấu cột mốc đáng ghi nhận đầu tiên cho cuộc đời diễn viên của cô. Năm 2005, sự nghiệp nghệ thuật của cô bước vào giai đoạn rực rỡ, khi mà cùng một năm có tới 5 bộ phim do cô thể hiện vai nữ chính được lên sóng, danh tiếng của nữ nghệ sĩ này cũng từ đây mà được biết đến nhiều hơn.
Nữ diễn viên chính xuất sắc nhất (Thị Hậu TVB) với phim Vạn phụng chi vương, Nữ nhân vật truyền hình được yêu thích nhất của phim Tòa án lương tâm tại lễ trao giải TVB Anniversary 2011.

### Âm nhạc
Sau những bước đột phá lớn trong con đường diễn xuất của mình, Hồ Hạnh Nhi còn khẳng định ở bản thân mình khi cô thành cô thử sức mình với âm nhạc. Cô cho ra mắt hàng loạt các ca khúc hit vô cùng nổi tiếng và còn rất "ăn khách" trên thị trường âm nhạc Hồng Kông thời bấy giờ như: May phúc (OST Loạn thế giai nhân), Biết ơn vì gặp anh (ft Huỳnh Tông Trạch), Nhát dao chấm dứt tình đôi ta (ft Trương Trí Lâm), Có ý (ft Trịnh Gia Dĩnh), Giá y thường (ft Ngô Trác Hy), May mắn nhỏ bé, Quên đi bản thân (OST Tỳ vết của ngọc),... Trong đó, ca khúc "May phúc" là một ca khúc vô cùng thành công đối với sự nghiệp âm nhạc cũng như với diễn xuất của Hồ Hạnh Nhi. Ca khúc liên tục lọt vào nhiều bảng xếp hạng âm nhạc và đã trở thành một "làn sóng" âm nhạc của làng giải trí Hoa ngữ nói chung và Hồng Kông nói riêng thời bấy giờ. Ngoài ra, "đứa con tinh thần" của cô còn được sử dụng để làm nhạc chủ đề cho bộ phim truyền hình nổi tiếng của hãng TVB "Loạn thế giai nhân". Không những thế, mức độ nổi tiếng của ca khúc còn vượt xa qua các nước lận cận như Malaysia, Singapore, Indonesia, Trung Quốc, Đài Loan,... trong đó còn có Việt Nam. Ngoài ra, ca khúc ấy còn được nữ ca sĩ Bảo Thy mua lại bản quyền và cho ra mắt với khán giả Việt Nam dưới tên gọi khác là "Ngày buồn nhất". Ca khúc khi vừa phát hành lại vô cùng hot ngoài sức mong đợi, trở thành một bản hit trong sự nghiệp âm nhạc của cô lẫn Hồ Hạnh Nhi. Đồng thời, ca khúc ấy còn leo lên và lọt top đầu các bảng xếp hạng âm nhạc danh tiếng lẫn các trang web nghe nhạc trực tuyến trên khắp cả châu Á.
Cô đã ký kết vào công ty âm nhạc Neway Star trong năm 2008 và phát hành EP đầu tiên của cô mang tên Evolve. Trong năm 2009, cô phát hành Loveholic EP thứ hai của cô và đã tổ chức buổi hòa nhạc mini solo đầu tiên của cô. Liveholic phiên bản hòa nhạc của Loveholic EP của cô sau đó đã được phát hành vào đầu năm 2010.

## Danh sách đĩa hát
Bài chi tiết: Danh sách đĩa nhạc của Hồ Hạnh Nhi

### Album
Album "Evolve" (2008)
1. Solo Traveling (單身旅行)
2. Thế kỷ lãng mạn (浪漫世紀)
3. Thời gian không đợi chờ tôi (時間不等我)
4. May phúc (幸而)
5. Miss Pig (豬小姐)
6. At Which Moment (Revised Version of 1+1) (哪時此刻 OT:一加一) (ft. Vương Hạo Tín)
7. Biết ơn vì gặp anh (感激遇到你) (ft. Huỳnh Tông Trạch)
8. Ngày khó khăn nhất (最難過今天) (ft. Vương Hạo Tín)
Album "Loveholic" (12/2009)
1. Si mê tình yêu (恋愛妄想)
2. Ngày tươi sáng (光明白)
3. 同情分 (Sympathy Points)
4. Bạn tâm giao (靈魂伴侶)
5. Nhát dao chấm dứt tình đôi ta (一刀了断(張智霖合唱) (ft. Trương Trí Lâm)
6. 有意 (TVB烈火雄心3 插曲 – 鄭嘉颖合唱) (Intentionally)
7. Tìm kiếm tình yêu (尋愛)

## Danh sách phim

### Phim truyền hình
| Năm  | Tựa Phim                          | Vai Diễn              | Đóng CÙng                     |
| ---- | --------------------------------- | --------------------- | ----------------------------- |
| 2000 | Câu chuyện ngày xưa               | Thường Bình Bình      |                               |
| 2001 | Hương sắc cuộc đời                | Trình Dĩnh Tư         |                               |
| 2001 | Vượt rào                          | Trình Hiểu Quân       |                               |
| 2001 | Thực thi pháp luật                | Đỗ Tỉ Tỉ              |                               |
| 2001 | Mạnh Lệ Quân                      | Lưu Yến Ngọc          |                               |
| 2001 | Tài nhân Trịnh Bản Kiều           | Nhiêu Ngũ Mụi         |                               |
| 2001 | Bước ngoặt cuộc đời               | Đinh Thiện Ân         |                               |
| 2002 | Người cha tuyệt vời               | Cao Thuý Di           |                               |
| 2003 | Bao la vùng trời                  | Tô Di                 | Ngô Trấn Vũ                   |
| 2003 | Quy luật sống còn                 | Chung Thanh Linh      | Lâm Phong                     |
| 2003 | Gia đình vui vẻ II                | Viên Doanh (Mandy)    | Tập 22 - 25                   |
| 2003 | Kẻ bán đứng lương tâm             | Giang Kiện Nhi        |                               |
| 2003 | Sắc màu                           | Cố Lạc Mẫn            |                               |
| 2005 | Duyên tình tây sương              | Hồng Nương            | Ngô Trác Hy                   |
| 2005 | Đường tới thiên đàng              | Trịnh Bích Vân        | Quách Tấn An                  |
| 2005 | Tiệm bánh Gato                    | Đường Sương           | Mã Đức Chung                  |
| 2005 | Mẹ chồng khó tính                 | Điền Lực (Thập Nhất)  | Huỳnh Tông Trạch              |
| 2005 | Người phát ngôn giỏi luật         | Thẩm Nhất Ngôn        | Trần Kiện Phong               |
| 2006 | Trên cả tình yêu                  | Hà Mỹ Điền            | Hứa Chí An                    |
| 2007 | Loạn thế giai nhân                | Cố Bình An            | Ngô Trác Hy, Trần Cẩm Hồng    |
| 2007 | Vòng xoay cuộc đời                | Phương Bỉnh Di        | Phùng Thiệu Phong             |
| 2007 | Khi chó mèo yêu                   | Châu Tự Du            | La Gia Lương                  |
| 2008 | Mẹ chồng khó tính II              | Châu Lệ Mẫn           | Huỳnh Tông Trạch              |
| 2008 | Thái cực                          | Ngôn Tử Quy           | Lâm Phong                     |
| 2009 | Anh hùng trong biển lửa III       | Cao Huệ Doanh         | Trịnh Gia Dĩnh                |
| 2009 | Bản sao                           | Tô Phụng Ni           | Trần Cẩm Hồng                 |
| 2010 | Thu Hương và Đường Bá Hổ          | Thu Hương             | Trần Hào                      |
| 2010 | Mỹ nhân tâm kế                    | Lữ Ngư                | Phùng Thiệu Phong             |
| 2011 | Mẹ chồng vui vẻ, con dâu xinh đẹp | Tiền Mãn Quán         | Lưu Khải Uy                   |
| 2011 | Ván bài gia nghiệp                | Khương Khương         | Trương Trí Lâm                |
| 2011 | Toà án lương tâm                  | Vương Tư Khổ          | Trịnh Gia Dĩnh                |
| 2011 | Vạn phụng chi vương               | Đông Giai Nguyên Uyển | Trần Cẩm Hồng, Trần Sơn Thông |
| 2012 | Bào mã trường                     | Lô Bích Huy           | Huỳnh Tông Trạch              |
| 2012 | Diệu vũ Trường An                 | Lợi Tại Sơn           | Âu Dương Chấn Hoa             |
| 2012 | Hoán đổi thân phận                | Phạm Thục Hương       | Lý Tư Tiệp                    |
| 2012 | Tòa án lương tâm II               | Vương Tư Khổ          | Trịnh Gia Dĩnh                |
| 2012 | Mùa tình yêu                      | Diêu Đông Ni          | Mã Quốc Minh                  |
| 2013 | Kim ngọc mãn đường                | Trương Hàm Nhạn       | Huỳnh Thiếu Kỳ                |
| 2013 | Lạt ma tiếu ba                    | Cố Đan Đan            | Mã Thiên Vũ                   |
| 2013 | Bao la vùng trời II               | Tô Di/Cố Hạ Thần      | Ngô Trác Hy                   |
| 2014 | Hồng tửu và giai nhân             | Thẩm Nhất Mạn         | Lý Thạnh                      |
| 2014 | Thố nương tử                      | Tào Thanh             | Ngô Trác Hy                   |
| 2015 | Bước cùng em                      | Tống Thiên Tồng       | Trần Hào                      |
| 2015 | Điệp huyết trường thiên           | Trương Ký Sanh        | Lê Diệu Tường                 |
| 2015 | Tình bạn diệu kỳ                  | Đại Mao               |                               |
| 2016 | Kiêu hùng                         | Cố Tiểu Lâu           |                               |
| 2017 | Năm ấy hoa vừa nở trăng vừa tròn  | Hồ Vịnh Mai           | Hà Nhuận Đông                 |
| 2018 | Câu chuyện phía Tây Hongkong      | Yang Yuya             |                               |
| 2020 | Mạt đại trù nương                 | Vinh Huệ Thái Phi     |                               |
| 2020 | Thục nữ cường nhân                | Trâu Tĩnh             |                               |
| 2021 | Cha dượng                         | Nhậm Hiểu Man         | Lâm Vĩnh Kiên                 |
| 2022 | Câu chuyện dưới núi sư tử         | Lương Hoan            |                               |
| 2022 | Sinh mệnh thân yêu                | Hoàng Yunling         |                               |
| 2023 | For the First Time in My Life     | Đới Tư Cẩn            |                               |
| 2024 | Tích Hoa Chỉ                      | Tam Phu Nhân          |                               |

### Phim Điện Ảnh
| Năm  | Tựa Phim                       | Vai Diễn                | Chú Thích |
| ---- | ------------------------------ | ----------------------- | --------- |
| 2001 | Scaremonger                    |                         |           |
| 2010 | 72 Tenants of Prosperity       | Hồ Hạnh Nhi             | Khách Mời |
| 2011 | Beginning of the Great Revival | Yuan Shikai's concubine | Khách Mời |
| 2011 | Đoạt Mệnh Kim                  | Connie                  |           |
| 2014 | Sống Tạm - Temporary Family    | Cheung Yee              |           |
| 2017 | Little Lucky                   | Xie Yuer                |           |
| 2019 | Dearest Anita                  | Amy                     |           |
| 2019 | One Car Four Servants          |                         |           |
| 2023 | Death Notice                   | Meng Yun                |           |
| TBA  | To Be Faced                    |                         |           |
| TBA  | Ordinary Father                | Cheng Xin'er            |           |

## Giải thưởng
Bài chi tiết: Danh sách đề cử và giải thưởng của Hồ Hạnh Nhi